# 三本木町 (日進市)
三本木町（さんぼんぎちょう）は、愛知県日進市の町名。10の小字が設置されている。

## 地理
日進市東端に位置し、東はみよし市黒笹町、南・西・北は米野木町に接する。

### 河川
- 天白川（三本木川）

### 小字
- 一番割（いちばんわり）
- 大池下（おおいけした）
- 大根（おおね）
- 上川田（かみかわだ）
- 下川田（しもかわだ）
- 廻間（はざま）
- 東水落（ひがしみずおち）
- 福池（ふくいけ）
- 細廻間（ほそばさま）
- 水落（みずおち）

## 世帯数と人口
2022年（令和4年）12月1日現在の世帯数と人口は以下の通りである。
| 町丁     | 世帯数  | 人口    |
| -------- | ------- | ------- |
| 三本木町 | 670世帯 | 1,073人 |

## 学区
市立小・中学校に通う場合、学区は以下の通りとなる。また、公立高等学校に通う場合の学区は以下の通りとなる。
| 字・番地等 | 小学校           | 中学校               | 高等学校普通科 |
| ---------- | ---------------- | -------------------- | -------------- |
| 全域       | 日進市立東小学校 | 日進市立日進東中学校 | 尾張学区       |

## 歴史
愛知郡三本木村を前身とする。江戸時代は米野木村の一部で、同村の枝郷扱いであった。
「三本木」は、地元では「さんぼき」とも読まれていたという。

### 町名の由来
字廻間に差口3尺余りの大木があったことによるとされる。

### 沿革
- 1875年（明治8年） - 愛知郡米野木村の一部より、三本木村として分立[7]。
- 1889年（明治22年）10月1日 - 町村制施行・合併に伴い、愛知郡白山村大字三本木となる[7]。
- 1906年（明治39年）5月10日 - 合併に伴い、日進村大字三本木となる[7]。
- 1958年（昭和33年）1月1日 - 町制施行に伴い、日進町大字三本木となる[7]。
- 1994年（平成6年）10月1日 - 市制施行に伴い、日進市三本木町となる[8][9]。

## 施設
- 中部大学第一高等学校
- 日進市立三本木保育園
- 三本木区民会館
- 長松寺

## 交通
- 愛知県道58号名古屋豊田線

## その他

### 日本郵便
- 郵便番号 : 470-0101[2]（集配局：日進郵便局[10]）。